# 平壌民俗公園
平壌民俗公園（ピョンヤンみんぞくこうえん、평양민속공원）はかつて朝鮮民主主義人民共和国平壌直轄市大城区域にあったテーマパークである。金正日の発案により、2012年9月11日に竣工した。
公園内には歴史総合教育区、歴史遺跡展示区、現代区、民俗村区、民俗遊戯区、白頭山および金剛山公園区域があり、歴史遺跡や建築物などの模型が展示されており、公園内でガイドによる説明が行われていた。
歴史遺跡展示区には高句麗の金剛寺塔、新羅の黄龍寺塔、百済の弥勒寺塔が原寸大で展示されていた。公園内には宿泊施設、レストランも設けられていた。
金正恩の指示により2016年4月に閉鎖され、その後解体作業が進められている。同公園の閉鎖は建設を主導した張成沢の粛清に伴うものであると報道されている。北朝鮮は2013年に平壌民俗公園を題材とした郵便切手を発行しているが、閉鎖に伴い切手の発行そのものがなかったことになっている。